# Banzaï (charge)
Pour les articles homonymes, voir Banzaï.

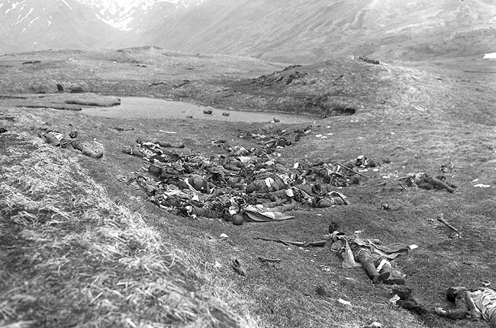
Corps de soldats japonais après une charge ratée lors de la bataille d'Attu le 29 mai 1943.

Banzaï est le terme utilisé par les Alliés de la Seconde Guerre mondiale pour désigner des charges massives d'infanterie japonaises pendant la guerre du Pacifique.
Ce terme provient du cri japonais Tenno Heika Banzai (天皇陛下万歳), « longue vie à l'Empereur »), raccourci en « banzaï », se référant spécifiquement à une tactique utilisée par les soldats japonais. Les attaques banzaï ont connu quelques succès à la fin de certaines batailles en débordant les soldats des forces alliées mal préparés à de telles attaques.

## Origine
La charge banzaï est considérée être une méthode de gyokusai (玉砕, « bijou brisé », honorable suicide), une attaque suicide, ou suicide avant d'être capturé par l'ennemi au même titre que le seppuku. L'origine du terme est une phrase chinoise classique tirée du Livre des Qi du Nord du VIIe siècle qui affirme 大丈夫寧可玉砕何能瓦全, « un homme doit plutôt être un jade brisé (ou bijou) qu'être une tuile de toit complète ». Au Japon, depuis la période Sengoku, les samouraï suivent les règles d'un code appelé bushido, qui définit les conduites loyales et honorables. Parmi les règles existe un code d'honneur qui a ensuite été utilisé par les gouvernements militaires japonais.
Avec les changements révolutionnaires apportés par la restauration de Meiji et les fréquentes guerres contre la Chine et la Russie, le gouvernement militariste du Japon adopte les concepts du bushido pour conditionner la population à l'obéissance idéologique à l'empereur. Impressionné par la façon dont les samouraïs étaient formés à se suicider quand une grande humiliation était sur le point de leur advenir, le gouvernement instruit les troupes que se rendre à l'ennemi est une plus grande humiliation que mourir. Le suicide de Saigō Takamori, le chef des samouraïs pendant la restauration de Meiji, inspire également la nation à idéaliser et donner un tour romantique à la mort au combat et à envisager le suicide comme une dernière action honorable.
Durant le siège de Port-Arthur, des attaques en vagues humaines sont menées sur l'artillerie et les mitrailleuses russes par les Japonais, attaques qui finissent par devenir suicidaires. Comme les Japonais subissent de lourdes pertes dans ces attaques, une description ultérieure évoque une « épaisse masse ininterrompue de cadavres recouvrant la terre froide comme une couverture ».

## Seconde Guerre mondiale

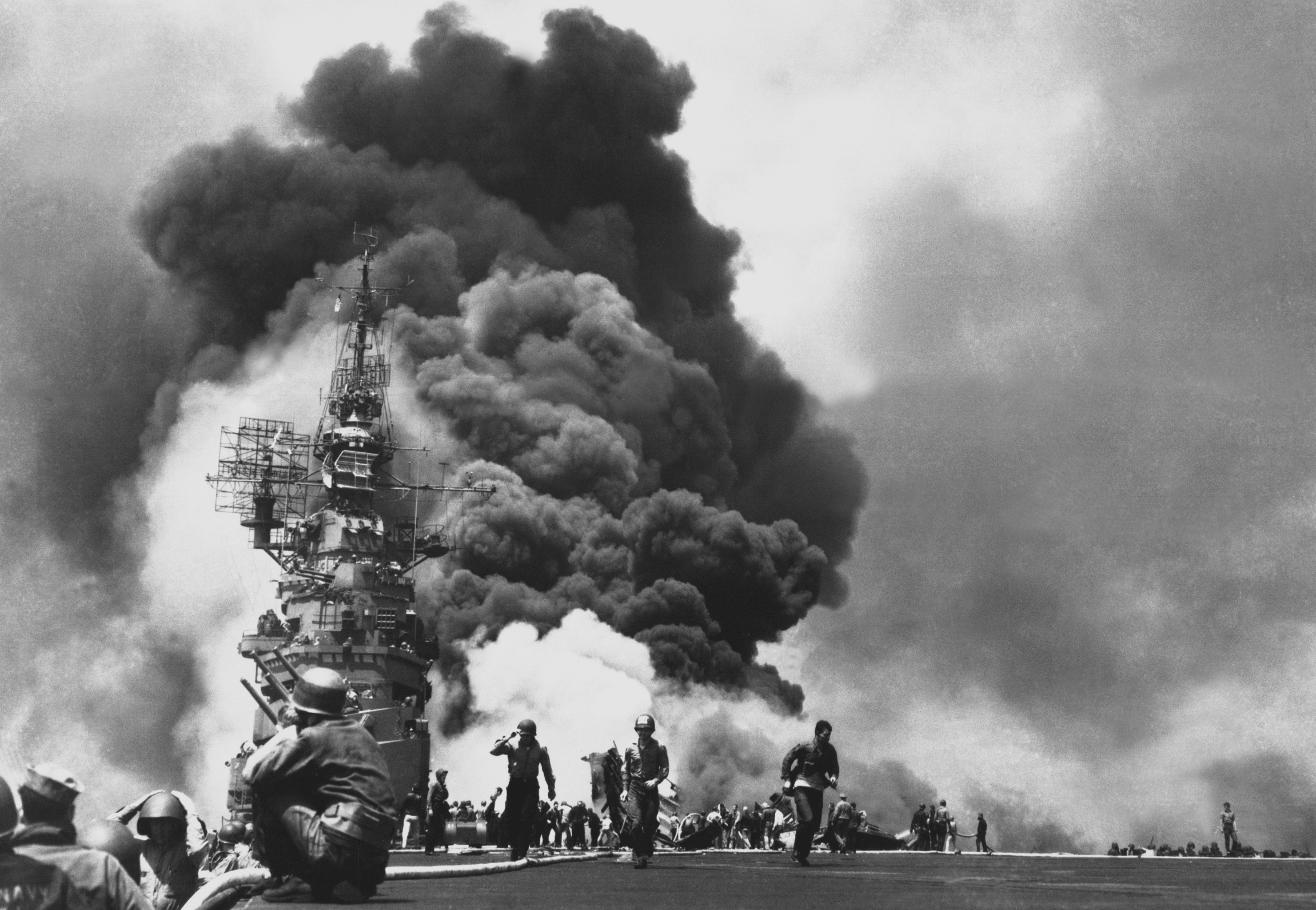
USS Bunker Hill touché par un kamikaze piloté par l'enseigne Kiyoshi Ogawa le 11 mai 1945.

Durant la période de guerre, le gouvernement militariste japonais commence à diffuser une propagande qui présente les attaques-suicides de façon à leur donner une dimension romantique en utilisant une des vertus du bushido comme support de cette campagne. Le gouvernement présente la guerre comme une épreuve de purification où la mort est définie comme un devoir. À la fin de 1944, les autorités annoncent le dernier protocole, officieusement appelé ichioku gyokusai (一億玉砕, littéralement « 100 millions de bijoux brisés »), dans le but de résister aux forces ennemies jusqu'en août 1945.
Au cours du raid américain sur l'île de Makin le 17 août 1942, les Marine Raiders
qui attaquent l'île repèrent puis tuent des mitrailleurs japonais. Les défenseurs japonais lancent alors une attaque banzaï avec des fusils et des épées mais sont arrêtés par la puissance de feu américaine supérieure des fusils M1 Garand, des Thompsons et des BAR qui tuent des dizaines de Japonais. La tactique se répète dans des attaques supplémentaires mais avec des résultats similaires.
Durant la bataille de Guadalcanal, le 21 août 1942, le colonel Kiyonao Ichiki emmène 800 soldats dans une attaque directe contre la ligne américaine protégeant le terrain d'aviation Henderson à la bataille de Tenaru. Après l'engagement de combats à petite échelle dans la jungle, l'armée d'Ichiki lance sa charge banzai sur l'ennemi. Cependant, avec une ligne de défense américaine organisée déjà en place, la plupart des soldats japonais sont tués et Ichiki se suicide.
La plus grande attaque banzaï de la guerre se déroule lors de la bataille de Saipan en 1944 où, au prix de près de 4 300 morts parmi les soldats japonais, elle détruit presque les 1er et 2e bataillons du 105e régiment d'infanterie américain qui perd près de 650 hommes.
Les attaques banzaï sont le plus souvent le fait de restes de groupes de troupes survivantes après des défaites subies en batailles organisées, comme dernier recours et alternative à la reddition.

## Source de la traduction
- (en) Cet article est partiellement ou en totalité issu de l’article de Wikipédia en anglais intitulé « Banzai charge » (voir la liste des auteurs).